# El-Áttihád (Szaúd-Arábia)
A Nádí el-Áttihád el-Arabí es-Szaúdí, röviden el-Áttihád (arabul: نادي الإتحاد العربي السعودي) egy 1927-ben alapított Szaúd-arábiai labdarúgóklub. Székhelye Dzsiddában található.

## Sikerek
Pro League
- Bajnok (10): 1981–82, 1996–97, 1998–99, 1999–2000, 2000–01, 2002–03, 2006–07, 2008–09, 2022–23, 2024-25

Király Kupa
- Győztes (9): 1958, 1959, 1960, 1963, 1967, 1988, 2010, 2013, 2018
- Döntős (4): 2008, 2009, 2011, 2019

Koronaherceg Kupa
- Győztes (8): 1958, 1959, 1963, 1991, 1997, 2001, 2004, 2017

Szaúdi Szuperkupa
- Győztes (1): 2022

Föderációs Kupa
- Győztes (3): 1986, 1997, 1999

AFC-bajnokok ligája
- Győztes (2): 2004, 2005
- Döntős (1): 2009

Kupagyőztesek Ázsia-kupája
- Győztes (1): 1999

FIFA-klubvilágbajnokság
- 4. helyezett: 2005

## Ismertebb európai játékosok
- Karim Benzema
- N’Golo Kanté
- Theo Bücker
- Roberto Donadoni
- Gelsi
- Dejan Petković
- Aleksandar Prijović
- Aleksandar Pešić
- Vlagyimir Tatarcsuk
- Oleg Szergejev
- Paulo Jorge
- Nuno Assis
- Sânmărtean
- Łukasz Szukała
- Dalian Atkinson
- Rob Witschge
- Milenko Ačimovič
- Anas Sharbini
- Mario Carević
- Sándor György
- Thomas Sjöberg

## Fordítás
- Ez a szócikk részben vagy egészben  az   Ittihad FC című angol Wikipédia-szócikk fordításán alapul.  Az eredeti cikk szerkesztőit annak laptörténete sorolja fel. Ez a jelzés csupán a megfogalmazás eredetét és a szerzői jogokat jelzi, nem szolgál a cikkben szereplő információk forrásmegjelöléseként.